# Sozopol
Sozopol (búlgaro: Созопол, griego: Σωζόπολις (Sozopolis), turco: Süzebolu) es una antigua y pequeña ciudad localizada a 30 km al sur de Burgas, en la parte sur de la costa búlgara del mar Negro. Actualmente es más conocida por sus playas, el arte de Apolonia y el festival de cine.

Era la antigua ciudad y colonia griega del mar Negro llamada Apolonia.

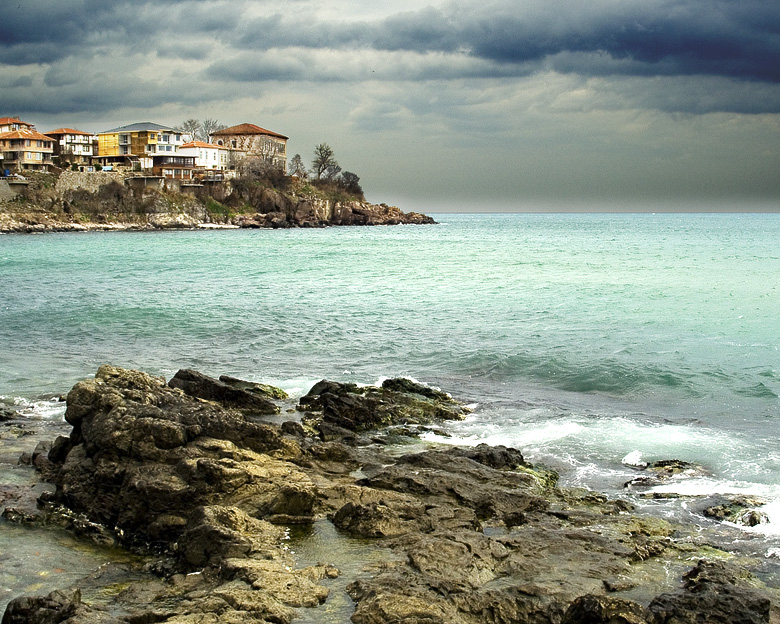
Sozopol.

## Historia
Sozopol es una de las más antiguas ciudades de la costa tracia del mar Negro de Bulgaria. El primer asentamiento está datado en la  Edad del Bronce. Las exploraciones submarinas de la región del puerto revelan vestigios de viviendas, cerámica, huesos y herramientas del I milenio a. C.. Muchas anclas del 2000 a. C. y del 1000 a. C. han sido descubiertas en la  bahía.
La ciudad, primero llamada Antheia, fue fundada en Tracia, a orillas del Ponto Euxino, en un islote, por Anaximandro (nacido en el 610-609 a. C.), a la cabeza de los colonizadores milesios. El nombre fue pronto cambiado por Apolonia, a causa de un templo dedicado a Apolo, en el que había una famosa y colosal estatua del dios de 9 m de alto, realizada por Cálamis, que sería trasladada a Roma por Lúculo y emplazada en el Capitolio. En varias épocas, Apollonia fue conocida como Apollonia Póntica (Apollonia del mar Negro, el antiguo Ponto Euxino) y como Apolonia Magna (Gran Apolonia).
Las monedas, las primeras  que se acuñaron en el siglo IV a. C., muestran un oso y la imagen de Apolo. Las monedas imperiales, que continúan hasta la primera mitad del siglo III  y la "Tabula Peutinger", también contienen el nombre de Apolonia. Pero en el Periplus Ponti Euxini, del año 130-31, y las "Notitiæ episcopatuum" ya figura el nombre de Sozópolis. En 1328 Cantacuzene (ed. Bonn, I, 326) habla de una grande y populosa ciudad. La isleta está hoy conectada con tierra firme por una estrecha lengua de tierra. Sozópolis, la turca Sizebolou, la búlgara Sozopol, está en el departamento de Bourgas, Bulgaria. Con sus 3.000 habitantes, casi exclusivamente griegos, vivían de la pesca y la agricultura.

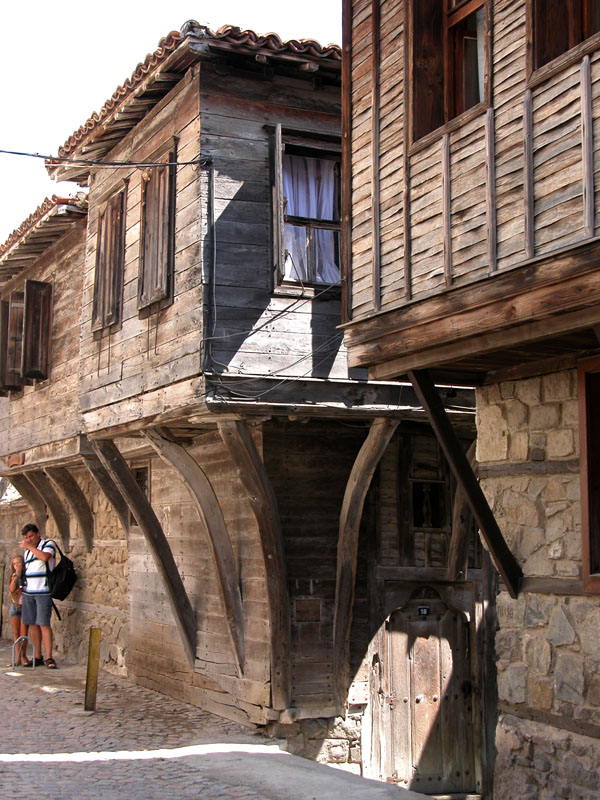
Antiguas casas de madera.

La ciudad se constituyó en centro naval y comercial en los siglos siguientes. Mantuvo fuertes relaciones políticas y comerciales con las ciudades de la  Grecia antigua, como Mileto, Atenas, Corinto, Heraclea Póntica y con las islas de Rodas, Quíos, Lesbos, etc. Su influencia comercial en los territorios tracios estaba basada en un tratado con los reyes odrisios que databa del siglo V a. C.
El símbolo de la ciudad, el ancla, está presente en todas las monedas acuñadas en Apolonia desde el siglo VI a. C., prueba la importancia de su comercio marítimo. La rica ciudad pronto se convirtió en un importante centro cultural. En aquella época fue llamada Apollonia Magna.
Ocupada sucesivamente por bizantinos, búlgaros y otomanos, Sozopol fue destinada a Bulgaria en el siglo XIX.

## Historia eclesiástica
Sozopol fue cristianizada pronto. Constan obispos residiendo allí desde al menos el 431. Son conocidos  al menos ocho obispos (Le Quien, Oriens christianus, I, 1181): Athanasius (431), Peter (680), Euthymius (787) e Ignatius (869) (all of whom in the Iglesia católica); Teodosio (1357), Joannicius, que llegó a ser Patriarca de Constantinopla  en (1524), Philotheus (1564) y Joasaph (1721) (all of whom in the Iglesia ortodoxa oriental). Esta lista puede fácilmente extenderse, la sede aún existía entre los griegos.
Desde la existencia de la sede obispal hasta que se constituyó el arzobispado de Adrianópolis, se convirtió en el siglo IV en una metrópolis sin sedes obispales; desapareció tal vez temporalmente con la conquista turca, pero reapareció más tarde.
En 1808 fue unida a la sede de Agatópolis. El titular residía en Agatópolis, llamada Akhtébolou en época otomana, en el vilayet de Adrianópolis (Edirne, en la Turquía europea).
Eubel (Hierarchia catholica medii ævi, I, 194) menciona a cuatro obispos latinos del siglo IV.
La ciudad conserva una sede titular, de la Iglesia católica, en Sozopolis en Haemimonto, del obispado de Adrianópolis. La sede ha estado vacante desde la muerte del último obispo titular en 2000.
El arte floreció en la época cristiana. Los antiguos iconos y las magníficas tallas de madera en los/la iconostasis son un notable logro de la artesanía de aquellos tiempos. La arquitectura de las casas de la ciudad antigua del periodo del renacimiento búlgaro es un lugar único para visitar..

## Nombres
Está atestiguado como nombre original el de Antheia . De las monedas que fueron acuñadas en la ciudad existe una relación en la inscripción de Apolonia, la cual está datada entre el siglo VI a. C. y la primera mitad del siglo III. Durante este período, las denominaciones como Apollonia Pontica (Apolonia del mar Negro) y Apollonia Magna (Gran Apolonia) aparecen en las fuentes. Hacia el siglo I, el nombre  de Sozópolis comenzó a aparecer en los escritos conservados  (e.g., en el Periplus Ponti Euxini). Tras formar parte del imperio otomano, el nombre fue turquificado en Sizeboli, Sizebolu o Sizebolou. Tras la toma de posesión de Bulgaria de la ciudad, fue fijado en Sozopol.

## Galería

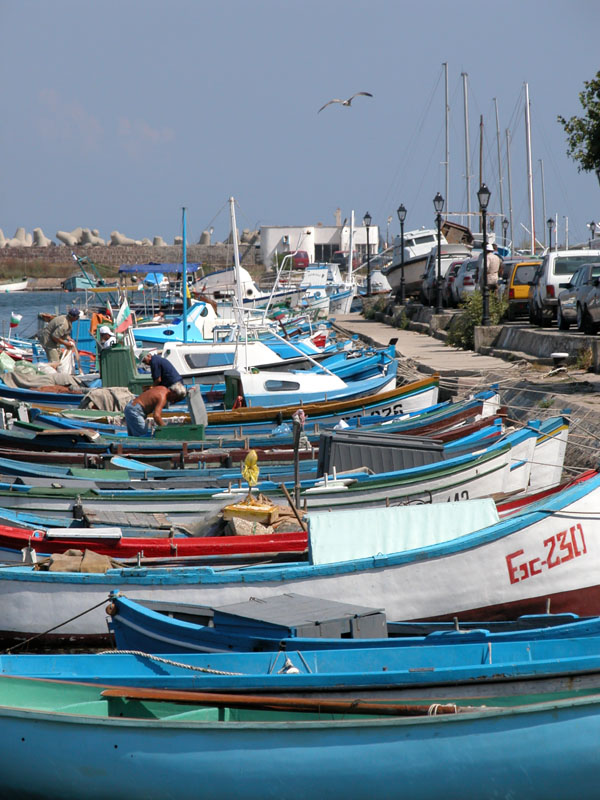
Barcas de pesca de Sozopol
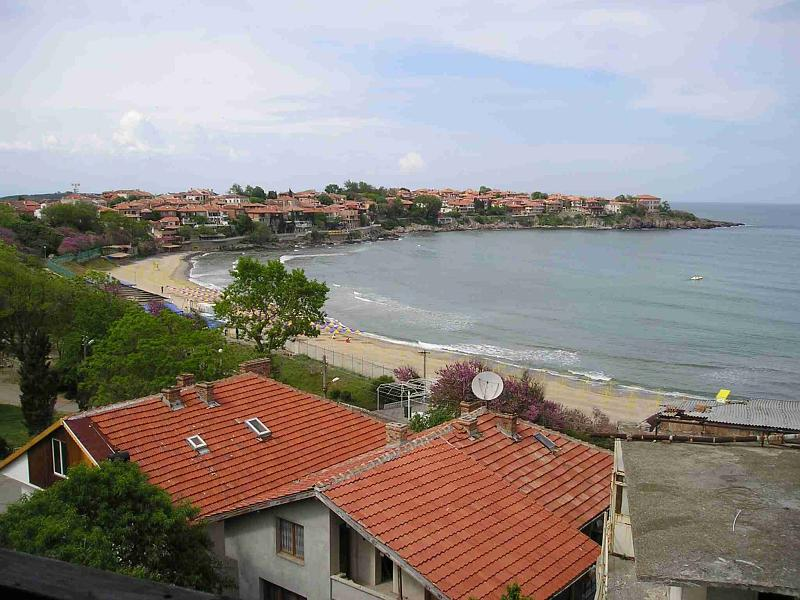
Sozopol
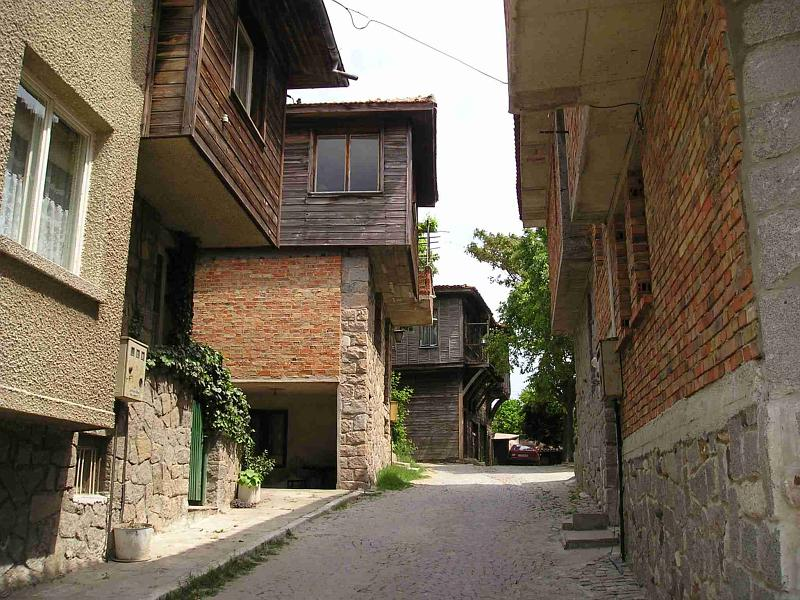
Una calle de Sozopol
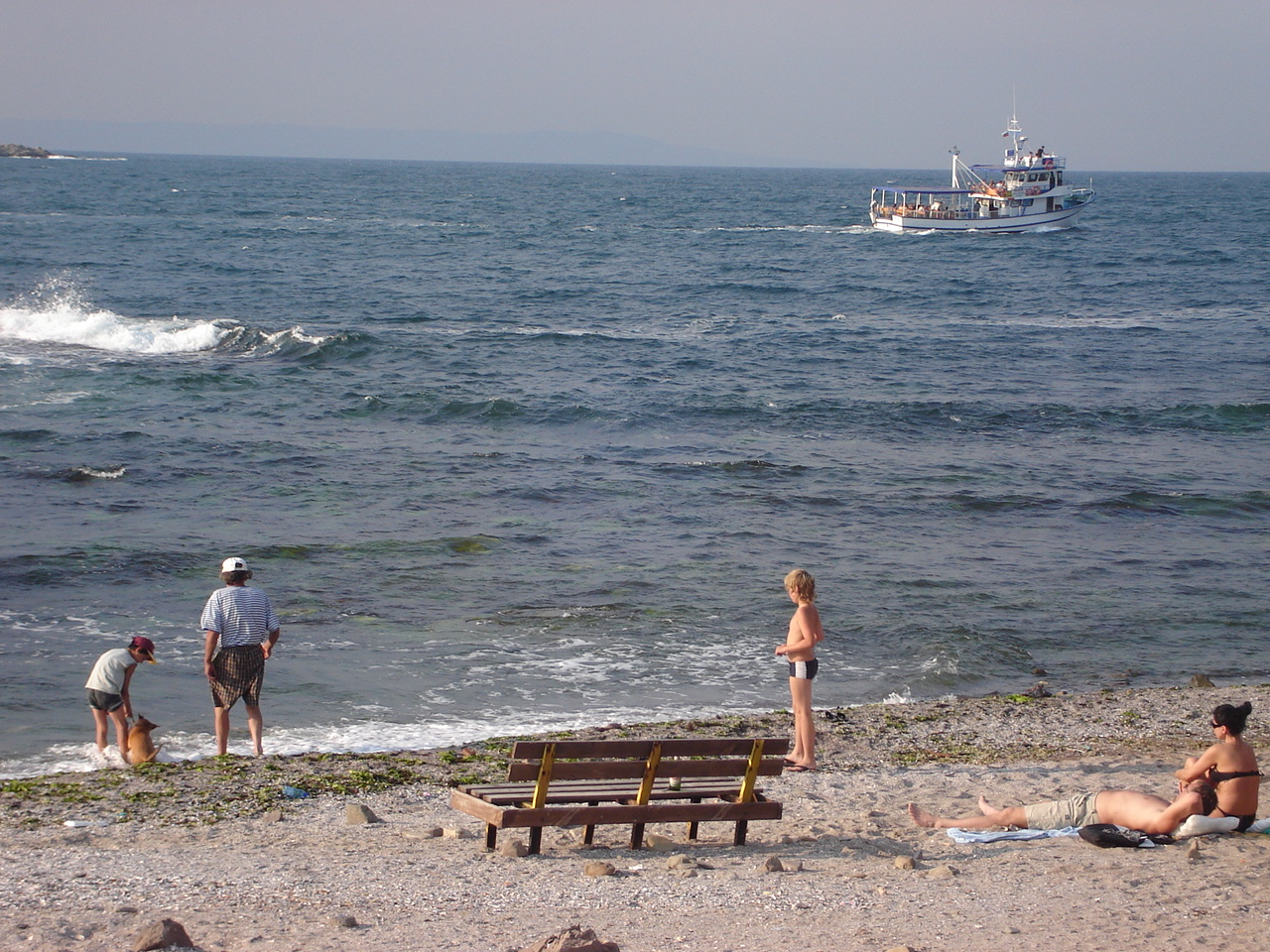
En la playa de Sozopol